# HBO Latin America Group
A HBO Latin America Group foi uma programadora americana que organizava e distribuía os canais HBO Pack (HBO, HBO 2, HBO Signature, HBO Family, HBO+, HBO Mundi,  HBO Pop, HBO Xtreme) para a América Latina e que atuava no Brasil sob o nome de HBO Brasil Partners.

## Origens
A Televisão por assinatura via cabo já existia muito antes de outros países da América Central e América do Sul terem acesso, embora houvesse tentativas de criar uma assinatura de televisão com serviços especializados (como no caso de VCC em Buenos Aires, Argentina, ou no caso de Cablevision na Cidade do México)os sinais de televisão por assinatura dos Estados Unidos foi aprovada em outros países através de antenas parabólicas que podem ser comprados no mercado negro e só foram pagas por pessoas de altos recursos econômicos. Da mesma forma, a crise econômica experimentada por vários países durante a década de 1980, impediu o desenvolvimento de uma indústria de verdade e os produtores e distribuidores de conteúdos audiovisuais norte-americanos venderam o seu produto com a Organização Ibero-americana de televisão (IOT) , uma associação de emissoras de televisão, produtores e distribuidores na América Latina. No início de 1991, Home Box Office, uma subsidiária da recém-criada Time Warner (nascido da união de Time-Life, os responsáveis do serviço em 1972, a Warner Communications, proprietária da Warner Bros em 1989) anunciou a possibilidade de lançar um sinal aos países latino-americanos. Após o sucesso do seu serviço premium para o público de língua espanhola em os EUA, as seleções de Espanha, a HBO anunciou uma joint venture com a Grupo Abril no Brasil e Omminvision, uma operadora de TV a cabo para lançar ar venezuelana de televisão por assinatura premium sinais. A empresa resultante conjunta terminou em Home Box Office / Omnivision Latin Entertainment (Latin América) e Home Box Office Partners em Brasil.
O sinal da HBO começou suas transmissões em 1 de novembro de 1991. HBO adquiriu os direitos exclusivos para a estreia televisiva de filmes da Warner Bros Além disso, estreia da série concertos de transmissão da HBO, especiais, esportes e. O sinal originalmente transmitido 12 horas por dia, então o programa iria se expandir para 18 horas por dia em 1993 e, posteriormente, a 24 horas por dia em 1997.

## Expansão
HBO para começar suas operações na América Latina e Brasil, apenas 10 países haviam autorizado o pagamento de serviços americanos de televisão via cabo. Em alguns países, a televisão por cabo servia originalmente para retransmitir estações de televisão locais para melhorar a imagem. Em outros países, televisão por cabo foi introduzida exclusivamente para fins de emissão de programas estrangeiros para seus assinantes. Tais problemas foram resolvidos através de convenções internacionais sobre direitos de propriedade sobre televisão por subscrição. Em 1993, a HBO adquiriu os direitos exclusivos para a estreia televisiva dos filmes da Sony Pictures Entertainment. Nesse mesmo ano, a HBO adquiriu os direitos exclusivos para estreia na televisão no Whiland biblioteca Internacional, família Darcyl.
Em 1994, a HBO ar lançado Cinemax, transmitindo um sinal de que somente filmes HBO e, ao contrário, não há concertos ou de transmissão de esportes, e transmitido 24 horas por dia (HBO Latin America ainda não faria a transição para uma programação de 24 horas dias apenas em 1997). Cinemax também transmitiu filmes eróticos do tipo, mas só depois da meia-noite. Em Novembro de 1994, HBO começou a transmitir a programação 24 horas por dia, inicialmente nos fins de semana. Somente após o 2 de abril de 1995, HBO começou a transmitir a programação 24 horas por dia. Em 1996, a HBO adquiriu os direitos exclusivos para sua estreia TV pela Buena Vista International, uma subsidiária da Disney.

## Consolidação
Em 1996, a HBO lançou o seu primeiro serviço de multiplexação, HBO Multiplex (HBO Plus hoje), que ofereceu programação alternativa para a HBO. Em 2000, a HBO Olé mudou seu nome para o atual, HBO Latin America/HBO Partners. Mais tarde, a HBO criou dois novos serviços: HBO Family (HBO ao contrário emite nenhum conteúdo com temas adultos) e Max Prime, ambos lançados em Outubro de 2003. Em 31 de janeiro de 2012, a HBO lançou HBO Signature América Latina, para substituir o oeste do sinal da Família HBO. Em 2004, a HBO  lançou a sua primeira produção original: epitáfios, co-produzido com a Pol-ka. A minissérie de 12 episódios recebido elogios para a imprensa latino-americana. Desde então, HBO produziu várias séries com variados graus de sucesso. Em 2011, a HBO lançou sua primeira produção em um mercado emergente: Profugos (Fugitives) realizada no Chile. Como um serviço premium, HBO transmite a sua programação sem cortes e sem intervalos comerciais. HBO também pode emitir o que as ondas de televisão não podem exibir: nudez, conteúdo sexual forte, palavrões, violência gráfica e drogas.
Em outubro de 2019, a Ole Communications vendeu sua participação, deixando a WarnerMedia como proprietária majoritária da programadora. Em contrapartida, a Ole junto com a WarnerMedia fundaram uma nova empresa denominada Ole Distribution, que operará os canais básicos que eram da HBO (como History, A&E, Sony, etc.) No entanto, os canais Premium HBO permanecerão com o controle total da WarnerMedia.

### HBO Pack[2]
| Canais        | HDTV | Notas |
| ------------- | ---- | --- |
| HBO           | Sim  | Principal canal da programadora. |
| HBO 2         | Sim  | Programação do canal HBO em horários alternativos, 100% em Português.                                                               |
| HBO Plus      | Sim  | Mais opções de programação com shows, boxe, maratonas de séries da HBO e filmes.                                                    |
| HBO Family    | Sim  | Um canal para toda a família com programação leve: filmes, séries e desenhos.                                                       |
| HBO Signature | Sim  | Programação composta principalmente por produções originais da HBO. Substituto do HBO Family *e a partir de 1 de fevereiro de 2012. |
| HBO Mundi     | Sim  | Especializado em cinema independente e internacional.                                                                               |
| HBO Pop       | Sim  | Canal jovem e irreverente, títulos de Hollywood e divertidos.                                                                       |
| HBO Xtreme    | Sim  | Canal com conteúdo diferenciado dedicado a exibição de filmes de ação, aventura, suspense e terror.                                 |
| Cinemax       | Sim  | Canal básico do portfólio da HBO |

## Canais descontinuados
| Canais        | Notas |
| ------------- | --- |
| Locomotion    | Canal focado em animação experimental e animes. Foi substituído pelo Animax em 31 de julho de 2005. |
| Animax        | Canal focado em animes. Foi substituído pelo Sony Spin a partir de 1 de maio de 2011. |
| Sony Spin     | Foco no público jovem, apresentando séries de comédia, sobrenaturais, reprises, programas voltados para música e videogame, além de longa-metragens. Foi substituído pelo Lifetime em 1 de julho de 2014.                               |
| HBO HD        | Primeiro canal Premium no Brasil com conteúdo 100% em alta-definição. Com o lançamento dos canais HBO, HBO Plus e HBO Family em alta definição, foi descontinuado em 31 de dezembro de 2013.                                            |
| HBO Family *e | Canal tinha a mesma programação do HBO Family três horas após. Foi substituído pelo HBO Signature em 1 de fevereiro de 2012. |
| HBO Plus *e   | Mesma programação do HBO Plus três horas após. Foi descontinuado em 31 de dezembro de 2018. |
| MAX Prime *e  | Mesma programação do MAX Prime três horas após. Foi descontinuado em 31 de dezembro de 2018. |
| MAX HD        | Canal não simulcast do MAX, substituído pelo MAX UP em 10 de janeiro de 2015. |
| Bio.          | Único canal de televisão por assinatura dedicado exclusivamente a contar a vida de personalidades famosas, carismáticas e fascinantes que cativaram nossa civilização. Foi substituído pelo History 2 a partir de 1 de outubro de 2014. |